# Hayward (Californië)

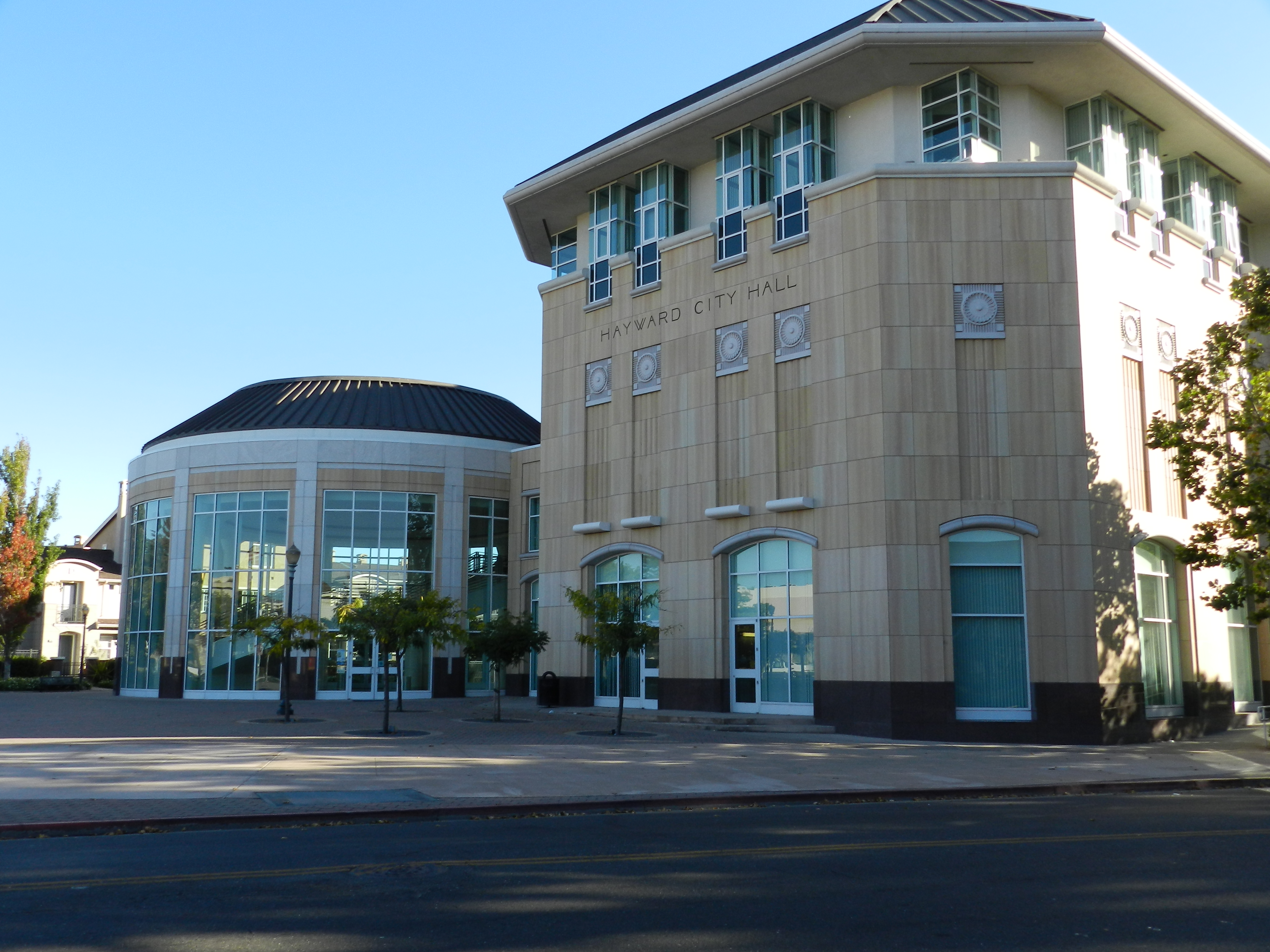
stadhuis van Hayward

Hayward is een stad in Alameda County in de Amerikaanse staat Californië en telt 140.030 inwoners. Het is hiermee de 150e stad in de Verenigde Staten (2000). De oppervlakte bedraagt 114,7 km², waarmee het de 151e stad is. Het is gelegen in Alameda County. Hayward is de locatie van de hoofdcampus van de California State University - East Bay.

## Demografie
Van de bevolking is 10,2 % ouder dan 65 jaar en bestaat voor 20,9 % uit eenpersoonshuishoudens. De werkloosheid bedraagt 3 % (cijfers volkstelling 2000).
Ongeveer 34,2 % van de bevolking van Bellevue bestaat uit hispanics en latino's, 11 % is van Afrikaanse oorsprong en 19 % van Aziatische oorsprong.
Het aantal inwoners steeg van 114.640 in 1990 naar 140.030 in 2000.

## Klimaat
In januari is de gemiddelde temperatuur 9,4 °C, in juli is dat 19,3 °C. Jaarlijks valt er gemiddeld 348,7 mm neerslag (gegevens op basis van de meetperiode 1961-1990).

## Plaatsen in de nabije omgeving
De onderstaande figuur toont nabijgelegen plaatsen in een straal van 8 km rond Hayward.

## Geboren
- Kristi Yamaguchi (1971), kunstschaatsster
- Dwayne Johnson (1972), acteur, worstelaar
- DJ Shadow (1972), turntablist en producer
- Thomas Morgan (muzikant) (1981), jazzcontrabassist en -cellist
- Mericien Venzon (1991), kunstschaatsster